# Campeonato Europeo de Bádminton de 2017
El XXVI Campeonato Europeo de Bádminton se celebró en Kolding (Dinamarca) del 25 al 30 de abril de 2017 bajo la organización de Badminton Europe (BE) y la Federación Danesa de Bádminton.
Las competiciones se realizaron en la Sydbank Arena de la ciudad danesa.

## Medallistas
| Evento               | Oro                                               | Plata                                                 | Bronce                                                                                               |
| -------------------- | ------------------------------------------------- | ----------------------------------------------------- | --- |
| Individual masculino | Rajiv Ouseph Inglaterra                           | Anders Antonsen Dinamarca                             | Viktor Axelsen Dinamarca Hans-Kristian Vittinghus Dinamarca                                          |
| Dobles masculino     | Mathias Boe Carsten Mogensen Dinamarca            | Mads Conrad-Petersen Mads Pieler Kolding Dinamarca    | Mathias Christiansen David Daugaard Dinamarca Kim Astrup Sørensen Anders Skaarup Rasmussen Dinamarca |
| Individual femenino  | Carolina Marín · España                           | Kirsty Gilmour Escocia                                | Mette Poulsen · Dinamarca Sabrina Jaquet · Suiza                                                     |
| Dobles femenino      | Kamilla Rytter Juhl Christinna Pedersen Dinamarca | Gabriela Stoeva Stefani Stoeva Bulgaria               | Anastasiya Cherviakova · Olga Morozova · Rusia Lauren Smith · Sarah Walker · Inglaterra              |
| Dobles mixto         | Chris Adcock Gabrielle Adcock Inglaterra          | Joachim Fischer Nielsen Christinna Pedersen Dinamarca | Sam Magee Chloe Magee Irlanda Ronan Labar Audrey Fontaine Francia                                    |

## Medallero
| Núm. | País       | Oro | Plata | Bronce | Total |
| ---- | ---------- | --- | ----- | ------ | ----- |
| 1    | Dinamarca  | 2   | 3     | 5      | 10    |
| 2    | Inglaterra | 2   | 0     | 1      | 3     |
| 3    | España     | 1   | 0     | 0      | 1     |
| 4    | Bulgaria   | 0   | 1     | 0      | 1     |
| 4    | Escocia    | 0   | 1     | 0      | 1     |
| 6    | Francia    | 0   | 0     | 1      | 1     |
| 6    | Irlanda    | 0   | 0     | 1      | 1     |
| 6    | Rusia      | 0   | 0     | 1      | 1     |
| 6    | Suiza      | 0   | 0     | 1      | 1     |
|      | TOTAL      | 5   | 5     | 10     | 20    |